# Abisynek
Abisynek (Desmomys) – rodzaj ssaków z podrodziny myszy (Murinae) w obrębie rodziny myszowatych (Muridae).

## Rozmieszczenie geograficzne
Rodzaj obejmuje gatunki występujące endemicznie w Etiopii.

## Morfologia
Długość ciała (bez ogona) 117–144 mm, długość ogona 122–145 mm, długość ucha 17–18 mm, długość tylnej stopy 27–29 mm; masa ciała 45–77 g.

## Systematyka
Rodzaj zdefiniował w 1910 roku angielski zoolog Oldfield Thomas w artykule zatytułowanym Kolejne nowe afrykańskie ssaki, opublikowanym w czasopiśmie „The Annals and magazine of natural history”. Gatunkiem typowym jest (oryginalne oznaczenie) abisynek większy (D. harringtoni). 

### Etymologia
Desmomys: gr. δεσμος desmos ‘więzy, wiązka’; μυς mus, μυος muos ‘mysz’.

### Podział systematyczny
Do rodzaju należą następujące gatunki:
| Grafika | Gatunek              | Autor i rok opisu  | Nazwa zwyczajowa  | Podgatunki         | Rozmieszczenie geograficzne | Podstawowe wymiary                            | Status IUCN |
| ------- | -------------------- | ------------------ | ----------------- | ------------------ | --- | --------------------------------------------- | ----------- |
|         | Desmomys harringtoni | (O. Thomas, 1902)  | abisynek większy  | gatunek monotypowy | szeroko rozpowszechniony na wyżynach, w szczególności na zachód od Wielkich Rowów Afrykańskich; zakres wysokości: 1800–2800 m n.p.m. | DC: 12,8–14,4 cm DO: 12,2–13,5 cm MC: 53–77 g | LC          |
|         | Desmomys yaldeni     | Lavrenchenko, 2003 | abisynek mniejszy | gatunek monotypowy | las Sheko; zakres wysokości: 1800–1930 m n.p.m.                                                                                      | DC: 11,7–13,2 cm DO: 14,1–14,5 cm MC: 45–49 g | VU          |

Kategorie IUCN:  LC  – gatunek najmniejszej troski,  VU  – gatunek narażony.